# بيت شنايدر
بيت شنايدر (بالإنجليزية: Pete Schneider)‏ هو سياسي أمريكي، ولد في 2 ديسمبر 1953. حزبياً، نشط في الحزب الجمهوري. وقد انتخب عضو مجلس نواب لويزيانا.